# 過海隧道巴士373線
過海隧道巴士373線是香港一條過海巴士路線，由九巴獨自經營，來往粉嶺（聯和墟）及中環（香港站），往中環方向取道大老山隧道及東區海底隧道，往聯和墟方向則行經紅磡海底隧道及獅子山隧道。
過海隧道巴士673線是373線的特別班次，來往上水及中環（香港站），來回均取道大老山隧道及東區海底隧道往返北區和港島。
過海隧道巴士673A線是373線的特別班次，上午由上水單向開往中環（林士街），下午由中環（香港站）單向開往上水，繞經673線未有服務之華明邨。
過海隧道巴士673P線是373線的特別班次，由上水經告士打道單向開往中環（林士街）。
當中，373及673A線只於星期一至五繁忙時間服務，673P線只於星期一至六上午繁忙時間服務，而673線則提供每日上午繁忙時間過後雙向服務。673、673A及673P線之服務範圍均涵蓋天平邨、聯和墟、祥華邨、灣仔及金鐘，惟673、673A及673P線則加經銅鑼灣。
過海隧道巴士R673線是特別日子服務巴士路線，由上水清河邨往銅鑼灣（維多利亞公園）或灣仔，只在渣打香港馬拉松賽事當日凌晨服務。

## 歷史
373
- 1993年12月28日：路線投入服務，成為北區首條專利過海巴士路線，亦成為繼368線後東隧第二條以獨營方式運作的專利過海巴士路線，逢星期一至六上午開出1班（公眾假期除外），由上水單向開往上環（近金龍中心）。
- 1995年11月20日：上水廣場的新總站啟用，由上水車廠旁遷入新總站。
- 2003年10月27日：增設回程服務，回程途經華明邨一帶。
- 2012年9月3日：黃昏班次改由灣仔（會展）開出，並改經西區海底隧道及青沙公路。
- 2013年9月7日：配合北區區域性巴士路線重組[3][4][5]，黃昏班次改由中環（林士街）開出，並重新取道東區海底隧道及大老山隧道[6]。
- 2015年3月2日：調整開車時間[7]。
- 2015年3月21日：增設到站時間預報。[8]
- 2015年9月14日：回程班次改由中環渡輪碼頭開出，星期一至五17:50及18:10回程班次取消繞經粉嶺南一帶[9][10]。
- 2016年3月29日：去程班次改以中環渡輪碼頭為終點站。
- 2016年10月22日：配合673線提升至全日服務，港島區總站由中環渡輪碼頭遷往中環（香港站），並削減星期六班次。
- 2017年4月24日：星期一至五17:50及18:10回程班次恢復繞經粉嶺南一帶[11]。
- 2017年7月1日：增設與電車轉乘優惠和與進智公交旗下的港島區專線小巴路線轉乘優惠，為期半年。同日起，為配合九巴專營權延續，推行學生長途路線即日回程半價折扣優惠計劃。
- 2017年9月23日：新增由粉嶺名都往上水之分段收費。
- 2019年3月11日：星期一至五由上水開出的班次由四班減至三班，由中環開出的班次則由七班減至六班。[12]
- 2021年4月4日：路線加價至$25.6。
- 2021年4月17日：星期六來回減至1班。[13]
- 2022年8月8日：星期一至五由上水開出之班次由三班減至兩班，由中環開出之班次由六班減至四班。[14]
- 2023年4月24日：往上水方向改經紅磡海底隧道及獅子山隧道，不經東區海底隧道及大老山隧道；取消「東區海底隧道」及「大老山隧道」站，並增設會議道「灣仔碼頭」及康莊道「紅磡海底隧道」站。[15]
- 2025年2月3日：由上水縮短至粉嶺（聯和墟）；調整服務時間，星期一至五由粉嶺（聯和墟）開出時間為07:00及07:30，由中環（香港站）開出時間為17:30、18:30及19:30，星期六服務取消。(故星期六最後服務日為2025年2月1日，今後373不在服務時間內則由經大窩西支路的73、73A直接在華明巴士總站轉乘978線，或者74D於大老山隧道轉乘673往來）

673 (P)
- 2015年9月14日：路線投入服務，由上水單向開往灣仔北，只限逢星期一至五上午開出一班（公眾假期除外）[16][17]，九巴宣傳該線由粉嶺至銅鑼灣約需50分鐘。
- 2016年10月22日：673線提升為每日全日雙向服務，作出以下改動[18][19]：
  - 港島區總站由灣仔北遷往中環（香港站）（平日早上繁忙時間班次以中環（林士改經新豐路、寶運路及寶石湖路街）為終點站並不設回程）；
  - 去程不再途經分域街、軒尼詩道、菲林明道、會議道及鴻興道，取消「菲林明道」、「灣仔碼頭」及「灣仔北」分站，改經夏愨道、紅棉路支路及遮打道；
  - 回程則途經德輔道中、金鐘道、軒尼詩道、怡和街、天后、聯和墟及天平邨；
  - 增設與北區邊境路線的八達通轉乘優惠。
- 2017年7月1日：增設與電車轉乘優惠和與進智公交旗下的港島區專線小巴路線轉乘優惠，為期半年。同日起，為配合九巴專營權延續，推行學生長途路線即日回程半價折扣優惠計劃。
- 2017年9月23日：新增由粉嶺名都往上水之分段收費。
- 2018年4月14日：平日早上07:00-08:30以林士街為終點站之班次，獲獨立編號為673P，走線不變；其餘以香港站為終站之班次，在東區走廊後改經銅鑼灣內街（永興街、高士威道、怡和街及軒尼詩道）[20]。
- 2018年12月23日：配合粉嶺公路巴士轉乘站啟用，去程加停該站。
- 2019年3月11日：673P線在星期一至六加開06:40班次。[21]
- 2019年9月23日：673P線往上環方向，改經龍運街，新運路，新豐路，寶運路，寶石湖路，馬會道後返回原有路線，加停「石湖墟郵政局」、「上水圍」、「翠麗花園」、「北區運動場」四站。[22]
- 2021年4月4日：路線加價至$25.6。
- 2023年4月24日[23]:
  - 673線往中環方向於上水改經新豐路、寶運路及寶石湖路前往馬會道，不經龍琛路；沿原有路線到達軒尼詩道後，改經金鐘道、德輔道中及永和街前往干諾道中，不經杜老誌道、內告士打道、告士打道、夏慤道、紅棉路、琳寶徑、遮打道及昃臣道。
  - 673A線投入服務。
  - 373線往上水方向改經海底隧道及獅子山隧道，不經東區海底隧道及大老山隧道；取消「東隧轉車站」及「大老山隧道」站，並增設會議道「灣仔碼頭」及「紅隧轉車站」站。
- 2023年9月25日：673線試行於星期一至五新增08:40由中環（香港站）開往上水之班次，為期一個月至2023年10月24日。

## 服務時間（詳細班次）
373
- 星期一至五
  - 粉嶺（聯和墟）開：07:00、07:30
  - 中環（香港站）開：17:30、18:30、19:30

673
| 每日上水開 | 每日上水開 | 每日上水開 | 每日上水開 | 每日上水開 | 每日上水開 |
| ---------- | ---------- | ---------- | ---------- | ---------- | ---------- |
| 09:00      | 09:30      | 10:00      | 10:30      | 11:00      | 11:30      |
| 12:00      | 12:30      | 13:00      | 13:30      | 14:00      | 14:30      |
| 15:00      | 15:30      | 16:00      | 16:30      | 17:00      | 17:30      |
| 18:00      | 18:30      | 19:00      | 19:30      | 20:00      | 20:30      |

| 星期一至六 中環（香港站）開 | 星期一至六 中環（香港站）開 | 星期一至六 中環（香港站）開 | 星期一至六 中環（香港站）開 | 星期一至六 中環（香港站）開 | 星期一至六 中環（香港站）開 |
| --------------------------- | --------------------------- | --------------------------- | --------------------------- | --------------------------- | --------------------------- |
| 10:30                       | 11:00                       | 11:30                       | 12:00                       | 12:30                       | 13:00                       |
| 13:30                       | 14:00                       | 14:30                       | 15:00                       | 15:30                       | 16:00                       |
| 16:30                       | 17:00                       | 17:30                       | 18:00                       | 18:20                       | 18:40                       |
| 19:00                       | 19:30                       | 20:00                       | 20:20                       | 20:40                       | 21:00                       |
| 21:20                       | 21:40                       | 22:00                       | 22:30                       | 23:00                       | 23:30                       |

| 星期日及公眾假期 中環（香港站）開 | 星期日及公眾假期 中環（香港站）開 | 星期日及公眾假期 中環（香港站）開 | 星期日及公眾假期 中環（香港站）開 | 星期日及公眾假期 中環（香港站）開 | 星期日及公眾假期 中環（香港站）開 |
| --------------------------------- | --------------------------------- | --------------------------------- | --------------------------------- | --------------------------------- | --------------------------------- |
| 10:30                             | 11:00                             | 11:30                             | 12:00                             | 12:30                             | 13:00                             |
| 13:30                             | 14:00                             | 14:30                             | 15:00                             | 15:30                             | 16:00                             |
| 16:30                             | 17:00                             | 17:30                             | 18:00                             | 18:30                             | 19:00                             |
| 19:30                             | 20:00                             | 20:30                             | 21:00                             | 21:30                             | 22:00                             |
| 22:30                             | 23:00                             | 23:30                             |                                   |                                   |                                   |

673A
- 星期一至五：
  - 上水開：06:45
  - 中環（香港站）開：17:45

673P
- 上水開：
  - 星期一至六：06:40、07:00、07:30、08:00、08:30

673A星期六、日及公眾假期不設服務
373及673P星期日及公眾假期不設服務
R673
- 清河邨開：03:30
  - 渣打香港馬拉松賽事當日凌晨

## 收費
| 路線     | 全程收費 | 分段收費 |
| -------- | -------- | --- |
| 373      | $27.9    | - 大老山隧道轉車站起往中環（香港站）：$19.2 - 東隧轉車站起往中環（香港站）：$11.4 - 清風街往中環（香港站）：$6.7 - 紅隧轉車站粉嶺（聯和墟）：$17.1 - 圍頭村往粉嶺（聯和墟）：$7.7 - 粉嶺名都往粉嶺（聯和墟）：$6.1 |
| 673(A/P) | $27.9    | - 大老山隧道轉車站起往中環（香港站）（673）／中環（林士街）（673A／673P）：$19.2 - 東隧轉車站起往中環（香港站）（673）／中環（林士街）（673A／673P）：$11.4 - 清風街（673(A)）／百德新街（673P）往中環（林士街）：$6.7 - 東隧轉車站往上水：$17.1（不適用於673P線） - 大老山隧道轉車站往上水：$13.4（不適用於673P線） - 塘坑（673）／和興村（673A）往上水：$7.7 - 粉嶺名都往上水：$6.1（不適用於673P線） |
| R673     | $47.6    | - 不設分段收費 |

| - 本線設有12歲以下小童及65歲或以上長者半價優惠。 - 65歲或以上香港居民使用「樂悠咭」，以及12歲以下合資格殘疾兒童使用「殘疾人士身份」個人八達通繳付車資，均可享有每程$2.0或半價（以較低者為準）的票價優惠；12至64歲合資格殘疾人士使用「殘疾人士身份」個人八達通（包括「樂悠咭」），以及60至64歲香港居民使用「樂悠咭」繳付車資，均可享有每程$2.0或全費（以較低者為準）的票價優惠。 - 65歲或以上長者如使用長者或一般個人八達通繳付車資，則只可享有半價優惠；12至64歲合資格殘疾人士如不使用「殘疾人士身份」個人八達通，以及60至64歲人士如不使用「樂悠咭」繳付車資，必須繳付全費。 - 乘客可以現金或八達通於上車時付款，不設找續。 - 每位成人乘客可免費攜帶最多兩名4歲以下而不佔座位的兒童乘客乘車，超額之4歲以下小童必須繳付小童車費乘車。 - 持有「九巴月票」之乘客在車票有效期內，每日可享最多10程任何九龍巴士及龍運巴士路線（包括本路線，以及聯營路線的九龍巴士／龍運巴士提供的班次；惟乘搭機場「A」及「NA」線則可享原價二七折優惠（不會計算每天10次合資格車程））；而B1線則每日可享最多各2程（不會計算每天10次合資格車程）。 - 九龍巴士、城巴、龍運巴士及陽光巴士全職員工及家屬（不包括外判職員）可免費乘搭本路線，惟必須拍職員或職員家屬八達通。 - 乘客亦可透過多元化電子支付系統（e度嘟）繳付車資，包括使用非接觸式VISA卡、JCB卡、萬事達卡、銀聯卡、美國運通、大來國際、Discover Card、Apple Pay、Google Pay、Samsung Pay、AlipayHK「易乘碼」、支付寶、WeChatHK／微信支付「搭車碼」、銀聯雲閃付「乘車碼」及BOC Pay「乘車碼」。乘客使用此付款方式，使用此支付方式的乘客可享有中途下車之分段收費，以及與其他九巴／龍運獨營路線或聯營線九巴／龍運班次之轉乘優惠，惟不適用於與非九巴／龍運路線之轉乘優惠，亦不能享有「公共交通費用補貼計劃」及「長者及合資格殘疾人士公共交通票價優惠計劃」。 |

### 八達通轉乘優惠
乘客登上本線往港島方向後150分鐘內以同一張八達通卡轉乘以下路線往港島方向，或從以下路線往港島方向登車後150分鐘內以同一張八達通卡轉乘本線往港島方向，次程可獲$5車資折扣優惠：
使用八達通卡乘搭此路線往港島方向之乘客，若於登車後150分鐘內在東區海底隧道巴士轉乘站以同一張八達通卡轉乘下列路線往港島，第二程成人票價可減收$5.0，小童／長者票價減收$2.5：
| 東隧轉乘優惠計劃路線列表 | 東隧轉乘優惠計劃路線列表 | 東隧轉乘優惠計劃路線列表 | 東隧轉乘優惠計劃路線列表 |
| 巴士公司                 | 轉乘路線                 | 出發地                   | 目的地                   |
| ------------------------ | ------------------------ | ------------------------ | ------------------------ |
| 城巴、九巴               | 302                      | 慈雲山（北）             | 上環                     |
| 城巴、九巴               | 302A                     | 慈雲山（北）             | 北角（健康村）           |
| 城巴、九巴               | 307                      | 大埔中心                 | 中環碼頭                 |
| 城巴、九巴               | 307A                     | 大埔頭                   | 上環                     |
| 城巴、九巴               | 307P                     | 大埔（汀太路）           | 天后站                   |
| 九巴                     | 373                      | 聯和墟                   | 中環（香港站）           |
| 城巴、九巴               | 601                      | 寶達                     | 金鐘（東）               |
| 城巴、九巴               | 601P                     | 寶達                     | 上環                     |
| 九巴                     | 603                      | 平田                     | 中環碼頭                 |
| 九巴                     | 603A                     | 平田                     | 中環                     |
| 九巴                     | 603S                     | 平田                     | 中環                     |
| 城巴、九巴               | 606                      | 彩雲（豐盛街）           | 小西灣（藍灣半島）       |
| 城巴、九巴               | 606A                     | 彩雲（豐盛街）           | 耀東邨                   |
| 城巴、九巴               | 606X                     | 九龍灣                   | 小西灣（藍灣半島）       |
| 城巴                     | 608                      | 九龍城（盛德街）         | 筲箕灣                   |
| 九巴                     | 613                      | 安泰（西）               | 筲箕灣                   |
| 九巴                     | 613A                     | 安泰（西）               | 杏花邨                   |
| 城巴、九巴               | 619                      | 順利                     | 中環（港澳碼頭）         |
| 城巴、九巴               | 619P                     | 順利                     | 中環（港澳碼頭）         |
| 城巴、九巴               | 641                      | 啟業                     | 中環（港澳碼頭）         |
| 城巴、九巴               | 671                      | 鑽石山站                 | 鴨脷洲（利樂街）         |
| 九巴                     | 673                      | 上水                     | 中環（香港站）           |
| 九巴                     | 673A                     | 上水                     | 中環（林士街）           |
| 九巴                     | 673P                     | 上水                     | 中環（林士街）           |
| 城巴、九巴               | 678                      | 上水                     | 銅鑼灣（東院道）         |
| 城巴、九巴               | 680                      | 利安                     | 金鐘（東）               |
| 城巴、九巴               | 680B                     | 富安花園                 | 金鐘（東）               |
| 城巴、九巴               | 680P                     | 烏溪沙站                 | 金鐘（東）               |
| 城巴、九巴               | 680X                     | 烏溪沙站                 | 中環（港澳碼頭）         |
| 城巴、九巴               | 681                      | 馬鞍山市中心             | 中環（香港站）           |
| 城巴、九巴               | 681P                     | 耀安                     | 上環                     |
| 城巴                     | 682                      | 烏溪沙站                 | 柴灣（東）               |
| 城巴                     | 682A                     | 馬鞍山市中心             | 柴灣（東）               |
| 城巴                     | 682B                     | 沙田（水泉澳邨）         | 柴灣（東）               |
| 城巴                     | 682P                     | 烏溪沙站                 | 柴灣（東）               |
| 城巴、九巴               | 690                      | 康盛花園                 | 中環（交易廣場）         |
| 城巴、九巴               | 690P                     | 康盛花園                 | 中環（交易廣場）         |
| 城巴                     | 694                      | 調景嶺站                 | 小西灣邨                 |

373/673←→北區路線
- 373/673往上水 → 78A往皇后山或278K往聯和墟，次程車資全免
- 78A或278K往粉嶺站 → 373/673(P)往香港島，回贈首程車資
- 373/673往上水 → 70K往華明或上水、73K往文錦渡、78K往沙頭角、79K往打鼓嶺、273A往華明或上水，次程可獲$4.2折扣優惠
- 70K往華明或上水、73K、78K、79K往上水、273A往華明或上水 → 373/673(P)往香港島，次程可獲$4.2折扣優惠

673(P)←→粉嶺公路轉車站路線
- 673(P)往港島 ←→ 73B、270A、270B、270C、270D、270P、274、277A、277E、277P、277X、278A、278X，首程或次程全程車資，以較高者為準

## 用車
於2017年中，九巴推出以「城市脈搏 Heartbeat of the City」為主題的新一代巴士，新款巴士採用全新的紅色塗裝及內籠設計，並提供免費Wi-Fi上網服務及USB充電插座。首批三輛採用此設計的富豪B9TL 12米巴士於6月28日投入服務 ，其中一輛（AVBWU567／UW5239）獲編配至本路線，為首三條使用此該款巴士的路線之一。由於本路線繁忙時間客量高企，九巴由2018年3月起安排12.8米巴士行走本路線，以提升運載能力，減輕乘客等車的煩惱。
現時，373, 673及978線共獲派27輛亞歷山大丹尼士Enviro 500 MMC（21輛12米ATENU、3輛12.8米3ATENU及3輛12.8米E6X）巴士，均屬上水車廠。
在實際車務運作上，373線掛牌車只會行走673線及978線。而373線用車則由75X、273A、276及279X線抽調。
| 車隊編號  | 車牌   |
| --------- | ------ |
| ATENU960  | UA5271 |
| ATENU992  | UB7302 |
| ATENU1006 | UC802  |
| ATENU1148 | UH6640 |
| ATENU1329 | VG4877 |
| ATENU1333 | VG5241 |
| ATENU1336 | VG6216 |
| ATENU1512 | VP7195 |
| ATENU1513 | VP8180 |
| ATENU1515 | VP7326 |
| ATENU1528 | VR 719 |
| ATENU1531 | VR2060 |
| ATENU1546 | VR3493 |
| ATENU1547 | VR3536 |
| ATENU1558 | VR6478 |
| ATENU1565 | VR5241 |
| ATENU1566 | VR5685 |
| ATENU1592 | VS3872 |
| ATENU1616 | VT1582 |
| ATENU1617 | VT1636 |
| 3ATENU34  | TY1235 |
| 3ATENU37  | TY2057 |
| 3ATENU40  | TY3437 |
| E6X39     | WL8913 |
| E6X81     | WN5530 |
| E6X83     | WN5574 |

## 行車路線
373
粉嶺（聯和墟）開經：和泰街、聯安街、沙頭角公路—龍躍頭段、新運路、馬會道、百和路、和興路、大窩西支路、林錦交匯處、吐露港公路、大老山公路、大老山隧道、觀塘繞道、鯉魚門道、東區海底隧道、東區走廊、維園道、告士打道、夏愨道、紅棉路、金鐘道及德輔道中、禧利街、干諾道中、民光街、民耀街及民祥街。
中環（香港站）開經：金融街、民祥街、租庇利街隧道、干諾道中、林士街、德輔道中、金鐘道、軍器廠街、天橋、告士打道、菲林明道、鴻興道、紅磡海底隧道、康莊道、公主道、窩打老道、獅子山隧道、獅子山隧道公路、沙田路、大埔公路－沙田段、吐露港公路、林錦交匯處、大窩西支路、和興路、雷鳴路、華明巴士總站、雷鳴路、偉明街、百和路、一鳴路、百和路、馬會道、新運路、沙頭角公路—龍躍頭段及聯安街。
673(A)
上水開經：新豐路、寶運路、寶石湖路、馬會道、馬適路、粉嶺樓路、和睦路、聯安街、沙頭角公路—龍躍頭段、新運路、馬會道、百和路、華明路、雷鳴路、華明巴士總站、雷鳴路、偉明街、百和路、一鳴路、百和路、粉嶺公路、吐露港公路、大老山公路、大老山隧道、觀塘繞道、鯉魚門道、東區海底隧道、東區走廊、興發街、永興街、英皇道、高士威道、禮頓道、伊榮街、邊寧頓街、怡和街、軒尼詩道、金鐘道、德輔道中、永和街、干諾道中、民吉街、民光街、民耀街及民祥街。
中環（香港站）開經︰金融街、民祥街、租庇利街隧道、干諾道中、林士街、德輔道中、金鐘道、軒尼詩道、怡和街、高士威道、興發街、東區走廊、東區海底隧道、鯉魚門道、觀塘繞道、大老山隧道、大老山公路、吐露港公路、粉嶺公路、百和路、華明路、雷鳴路、華明巴士總站、雷鳴路、偉明街、百和路、一鳴路、百和路、馬會道、新運路、沙頭角公路–龍躍頭段、聯安街、聯和墟巴士總站、和泰街、和睦路、粉嶺樓路、馬適路、天平路、龍琛路、龍運街及新運路。
有斜體字之路段祇適用於673A線，不經有粗體字之路段。
673P
經：龍運街、新運路、新豐路、寶運路、寶石湖路、馬會道、馬適路、粉嶺樓路、和睦路、聯安街、沙頭角公路 —龍躍頭段、新運路、馬會道、粉嶺公路、吐露港公路、大老山公路、大老山隧道、觀塘繞道、鯉魚門道、東區海底隧道、東區走廊、維園道、內告士打道、告士打道、夏慤道、紅棉路支路、琳寶徑、遮打道、昃臣道、干諾道中及民吉街。
R673
經：清曉路、百和路、掃管埔路、新運路、上水巴士總站、龍運街、新運路、龍琛路、馬會道、馬適路、粉嶺樓路、和睦路、聯安街、沙頭角公路 – 龍躍頭段、新運路、馬會道、百和路、華明路、雷鳴路、華明巴士總站、雷鳴路、偉明街、百和路、一鳴路、百和路、粉嶺公路、吐露港公路、大埔公路 – 沙田段、沙田路、獅子山隧道、窩打老道、公主道、康莊道、海底隧道、#告士打道（堅拿道天橋、堅拿道東、禮頓道、邊寧頓街、怡和街及高士威道）。
- 往灣仔行經帶#的街道
- 往銅鑼灣行經（）內的街道-->

### 沿線車站

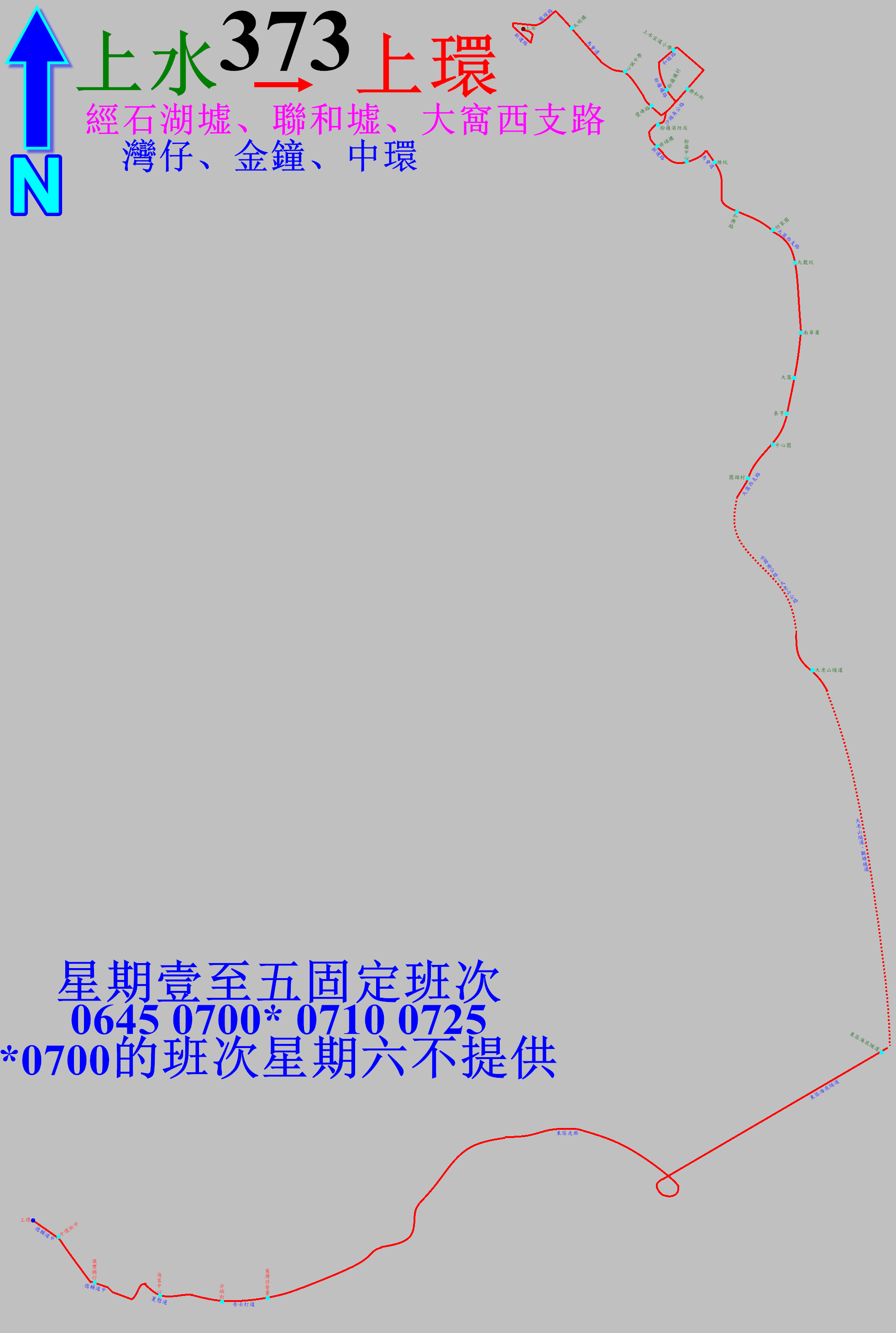
373線港島方向的走線圖

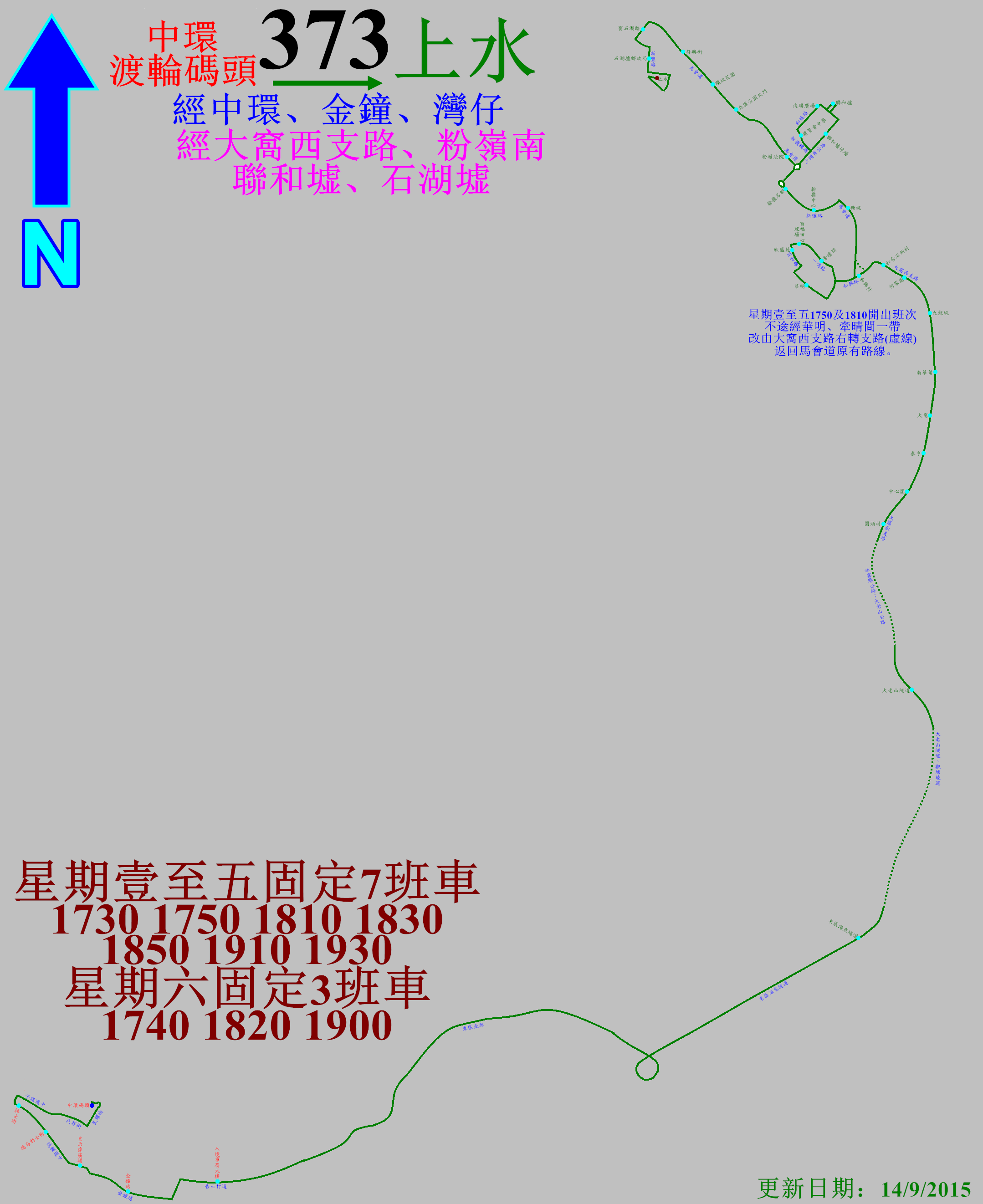
373線新界方向的走線圖

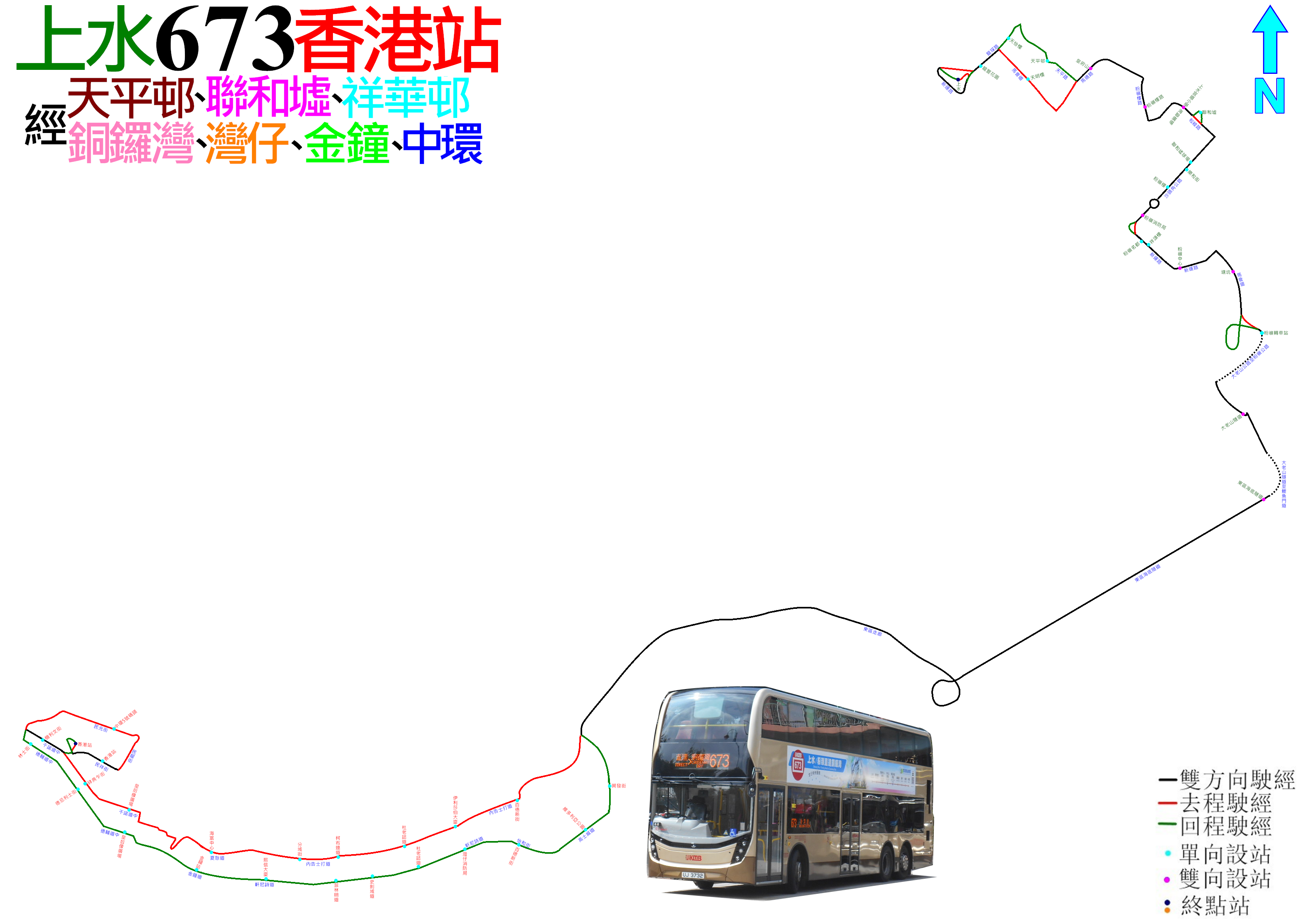
673線的走線圖

373
| 粉嶺（聯和墟）開 | 粉嶺（聯和墟）開       | 粉嶺（聯和墟）開     | 中環（香港站）開 | 中環（香港站）開       | 中環（香港站）開     |
| 序號             | 車站名稱               | 位置                 | 序號             | 車站名稱               | 位置                 |
| ---------------- | ---------------------- | -------------------- | ---------------- | ---------------------- | -------------------- |
| 1                | 聯和墟巴士總站         | 聯和墟巴士總站       | 1                | 中環（香港站）巴士總站 | 香港站公共運輸交匯處 |
| 2                | 樂和街                 | 沙頭角公路－龍躍頭段 | 2                | 林士街                 | 德輔道中             |
| 3                | 粉嶺消防局             | 沙頭角公路－龍躍頭段 | 3                | 德忌利士街             | 德輔道中             |
| 4                | 祥華邨祥頌樓（A1）     | 新運路               | 4                | 皇后像廣場             | 德輔道中             |
| 5                | 粉嶺中心               | 新運路               | 5                | 金鐘站（B1）           | 金鐘道               |
| 6                | 塘坑                   | 馬會道               | 6                | 入境事務大樓           | 告士打道             |
| 7                | 和興路                 | 和興路               | 7                | 灣仔碼頭               | 鴻興道               |
| 8                | 何家園                 | 大窩西支路           | 8                | 紅隧轉車站             | 康莊道               |
| 9                | 九龍坑                 | 大窩西支路           | 9                | 圍頭村                 | 大窩西支路           |
| 10               | 南華莆                 | 大窩西支路           | 10               | 中心圍                 | 大窩西支路           |
| 11               | 大窩                   | 大窩西支路           | 11               | 泰亨                   | 大窩西支路           |
| 12               | 泰亨                   | 大窩西支路           | 12               | 大窩                   | 大窩西支路           |
| 13               | 中心圍                 | 大窩西支路           | 13               | 南華莆                 | 大窩西支路           |
| 14               | 圍頭村                 | 大窩西支路           | 14               | 九龍坑                 | 大窩西支路           |
| 15               | 大老山隧道轉車站       | 大老山公路           | 15               | 何家園                 | 大窩西支路           |
| 16               | 東隧轉車站             | 東區海底隧道         | 16               | 和合石新村             | 大窩西支路           |
| 17               | 舊灣仔警署             | 告士打道             | 17               | 和興村                 | 和興路               |
| 18               | 分域街                 | 告士打道             | 18               | 華明邨                 | 華明巴士總站         |
| 19               | 海富中心（C1）         | 夏慤道               | 19               | 欣盛苑                 | 一鳴路               |
| 20               | 滙豐總行               | 德輔道中             | 20               | 百福田心球場           | 一鳴路               |
| 21               | 中環街市               | 德輔道中             | 21               | 牽晴間                 | 一鳴路               |
| 22               | 上環站                 | 德輔道中             | 22               | 塘坑                   | 馬會道               |
| 23               | 中區政府碼頭           | 民光街               | 23               | 粉嶺中心               | 新運路               |
| 24               | 中環五號碼頭           | 民光街               | 24               | 粉嶺名都（B1）         | 新運路               |
| 25               | 中環（香港站）巴士總站 | 香港站公共運輸交匯處 | 25               | 聯和墟球場             | 沙頭角公路－龍躍頭段 |
|                  |                        |                      | 26               | 聯和墟巴士總站         | 聯和墟巴士總站       |

673(A)
| 上水開 | 上水開                 | 上水開                 | 中環（香港站）開 | 中環（香港站）開       | 中環（香港站）開     |
| 序號   | 車站名稱               | 位置                   | 序號             | 車站名稱               | 位置                 |
| ------ | ---------------------- | ---------------------- | ---------------- | ---------------------- | -------------------- |
| 1      | 上水巴士總站           | 上水巴士總站           | 1                | 中環（香港站）巴士總站 | 香港站公共運輸交匯處 |
| 2      | 石湖墟郵政局           | 新豐路                 | 2                | 林士街                 | 德輔道中             |
| 3      | 上水圍                 | 寶石湖路               | 3                | 德忌利士街             | 德輔道中             |
| 4      | 翠麗花園               | 馬會路                 | 4                | 皇后像廣場             | 德輔道中             |
| 5      | 北區運動場             | 馬會路                 | 5                | 金鐘站（B1）           | 金鐘道               |
| 6      | 天平邨天明樓           | 馬會路                 | 6                | 軍器廠街               | 軒尼詩道             |
| 7      | 皇府山                 | 馬適路                 | 7                | 菲林明道               | 軒尼詩道             |
| 8      | 粉嶺樓路               | 粉嶺樓路               | 8                | 史釗域道               | 軒尼詩道             |
| 9      | 上水宣道小學           | 和睦路                 | 9                | 杜老誌道               | 軒尼詩道             |
| 10     | 樂和街                 | 沙頭角公路－龍躍頭段   | 10               | 灣仔消防局             | 軒尼詩道             |
| 11     | 粉嶺消防局             | 沙頭角公路－龍躍頭段   | 11               | 百德新街               | 怡和街               |
| 12     | 祥華邨祥頌樓（A1）     | 新運路                 | 12               | 維多利亞公園           | 高士威道             |
| 13     | 粉嶺中心               | 新運路                 | 13               | 興發街                 | 興發街               |
| 14     | 塘坑                   | 馬會道                 | 14               | 東隧轉車站             | 東區海底隧道         |
| ^      | 華明邨                 | 華明巴士總站           | 15               | 大老山隧道轉車站       | 大老山公路           |
| ^      | 欣盛苑                 | 百和路                 | ^                | 和興村                 | 華明路               |
| ^      | 牽晴間                 | 一鳴路                 | ^                | 華明邨                 | 華明巴士總站         |
| 15     | 粉嶺公路轉車站         | 粉嶺公路巴士轉乘站     | ^                | 欣盛苑                 | 百和路               |
| 16     | 大老山隧道轉車站       | 大老山公路             | 16               | 塘坑                   | 馬會道               |
| 17     | 東隧轉車站             | 東區海底隧道           | 17               | 粉嶺中心               | 新運路               |
| 18     | 清風街                 | 英皇道                 | 18               | 粉嶺名都（B1）         | 新運路               |
| 19     | 皇仁書院               | 高士威道               | 19               | 粉嶺消防局             | 沙頭角公路－龍躍頭段 |
| 20     | 怡和街                 | 怡和街                 | 20               | 粉嶺樓                 | 沙頭角公路－龍躍頭段 |
| 21     | 天樂里                 | 軒尼詩道               | 21               | 聯和墟球場             | 沙頭角公路－龍躍頭段 |
| 22     | 軒尼詩道官立小學       | 軒尼詩道               | 22               | 聯和墟                 | 聯和墟巴士總站       |
| 23     | 修頓球場               | 軒尼詩道               | 23               | 海聯廣場               | 和睦路               |
| 24     | 高等法院               | 金鐘道                 | 24               | 粉嶺樓路               | 粉嶺樓路             |
| 25     | 滙豐總行               | 德輔道中               | 25               | 皇府山                 | 馬適路               |
| 26     | 中環街市               | 德輔道中               | 26               | 天平邨                 | 天平邨巴士總站       |
| ^      | 中環（林士街）巴士總站 | 中環（林士街）巴士總站 | 27               | 天平邨天怡樓           | 龍琛路               |
| 27*    | 中環五號碼頭           | 民光街                 | 28               | 龍豐花園               | 龍琛路               |
| 28*    | 香港站                 | 民祥街                 | 29               | 上水巴士總站           | 上水巴士總站         |
| 29*    | 中環（香港站）巴士總站 | 香港站公共運輸交匯處   |                  |                        |                      |

有 ^ 號之車站祇限673A線停靠，且不停靠有 * 號之車站。
673P
| 1                                | 上水巴士總站           | 上水巴士總站           |
| 2                                | 石湖墟郵政局           | 新豐路                 |
| 3                                | 上水圍                 | 寶石湖路               |
| 4                                | 翠麗花園               | 馬會路                 |
| 5                                | 北區運動場             | 馬會路                 |
| 6                                | 天平邨天明樓           | 馬會道                 |
| 7                                | 皇府山                 | 馬適路                 |
| 8                                | 粉嶺樓路               | 粉嶺樓路               |
| 9                                | 上水宣道小學           | 和睦路                 |
| 10                               | 樂和街                 | 沙頭角公路－龍躍頭段   |
| 11                               | 粉嶺消防局             | 沙頭角公路－龍躍頭段   |
| 12                               | 祥華邨祥頌樓（A1）     | 新運路                 |
| 13                               | 粉嶺中心               | 新運路                 |
| 14                               | 塘坑                   | 馬會道                 |
| 粉嶺公路                         |                        |                        |
| 15                               | 粉嶺公路轉車站         | 粉嶺公路巴士轉乘站     |
| 粉嶺公路、吐露港公路；大老山公路 |                        |                        |
| 16                               | 大老山隧道轉車站       | 大老山公路             |
| 大老山隧道、觀塘繞道             |                        |                        |
| 17                               | 東隧轉車站             | 東區海底隧道           |
| 東區海底隧道；東區走廊           |                        |                        |
| 18                               | 百德新街               | 告士打道               |
| 19                               | 伊利莎伯大廈           | 告士打道               |
| 20                               | 杜老誌道               | 告士打道               |
| 21                               | 柯布連道               | 告士打道               |
| 22                               | 分域街                 | 告士打道               |
| 23                               | 海富中心（C1）         | 夏慤道                 |
| 24                               | 皇后像廣場             | 干諾道中               |
| 25                               | 砵典乍街               | 干諾道中               |
| 26                               | 機利文街               | 干諾道中               |
| 27                               | 中環（林士街）巴士總站 | 中環（林士街）巴士總站 |

R673
| 1                                                                          | 清河邨巴士總站 | 清河邨公共運輸交匯處 |
| 2                                                                          | 御景峰         | 清曉路               |
| 3                                                                          | 上水巴士總站   | 上水巴士總站         |
| 4                                                                          | 天平邨天明樓   | 馬會道               |
| 5                                                                          | 皇府山         | 馬適路               |
| 6                                                                          | 粉嶺樓路       | 粉嶺樓路             |
| 7                                                                          | 上水宣道小學   | 和睦路               |
| 8                                                                          | 樂和街         | 沙頭角公路－龍躍頭段 |
| 9                                                                          | 粉嶺消防局     | 沙頭角公路－龍躍頭段 |
| 10                                                                         | 祥華邨祥頌樓   | 新運路               |
| 11                                                                         | 粉嶺中心       | 新運路               |
| 12                                                                         | 塘坑           | 馬會道               |
| 13                                                                         | 華明轉車站     | 華明巴士總站         |
| 14                                                                         | 欣盛苑         | 百和路               |
| 15                                                                         | 牽晴間         | 一鳴路               |
| 粉嶺公路、吐露港公路、大埔公路－沙田段；沙田路、獅子山隧道公路、獅子山隧道 |                |                      |
| 16                                                                         | 聯合道         | 窩打老道             |
| 17                                                                         | 九龍塘站       | 窩打老道             |
| 18                                                                         | 龍濤花園       | 窩打老道             |
| 19                                                                         | 九龍醫院       | 窩打老道             |
| 20                                                                         | 醫療輔助隊總部 | 公主道               |
| 21                                                                         | 愛民邨         | 公主道               |
| 22                                                                         | 紅隧轉車站     | 康莊道               |
| 海底隧道                                                                   |                |                      |
| #                                                                          | 舊灣仔警署     | 告士打道             |
| 23^                                                                        | 邊寧頓街       | 邊寧頓街             |
| 24^                                                                        | 維多利亞公園   | 高士威道             |

# 往灣仔停站
^ 往銅鑼灣停站

## 客量
373線自673線提升至全日行走後，聯和墟及上水的客源大量流失，只餘下大窩西支路一帶的居民使用，因此客量只能維持在偏低的水平。
2020年，673線最繁忙一小時內的載客率為65%。
自373線投入服務多年以來，往上水方向的東區走廊至大老山公路一帶的2號幹線繁忙時間嚴重擠塞。現時，往上水方向已改經紅磡海底隧道、公主道、窩打老道、獅子山隧道及大埔公路沙田段後返回原線，取代原有的經2號幹線。

## 外部連結
- 九巴路線373官方資料 （页面存档备份，存于）
- 九巴路線373九月三日起之改動 （页面存档备份，存于）
- 九巴路線373九月三日起之改動 （页面存档备份，存于）
- 681巴士總站 - 九巴過海路線 - 373 （页面存档备份，存于）
- http://www.discuss.com.hk/viewthread.php?tid=20821236 （页面存档备份，存于）
- 九巴官方網站673線路線資料 （页面存档备份，存于）
- i-busnet：過海隧巴673線資料 （页面存档备份，存于）
- 2015-2016年度北區巴士路線計劃（文件編號：9/2015） （页面存档备份，存于），北區區議會交通及運輸委員會，2015年3月9日
- Hong Kong Bus KMB ATENU1563 @ 673 九龍巴士 Dennis Enviro500 MMC New Facelift 中環香港站 - 上水 （页面存档备份，存于），YouTube